# Darsilame
Darsilame eller Darsilami är en ort i Gambia, bestående av tre sammanhängande byar: Darsilame Bullembu eller Bulembu, Darsilame Mandinka eller Sandu Darsilami samt Darsilame Takutala eller Taxotala. Den ligger i regionen Upper River, i den östra delen av landet, 250 km öster om huvudstaden Banjul. Antalet invånare var sammanlagt 3 736 vid folkräkningen 2013, varav 1 573 i Darsilame Bullembu, 696 i Darsilame Mandinka och 1 467 i Darsilame Takutala.
De tre byarna har olika politiska och religiösa ledare. Darsilame Mandinka, som var den ursprungliga byn, befolkas av mandinka medan Bulembus och Takutalas invånare är serahuli.
Ortnamnet kommer från arabiskans Dar es-Salaam (دار السلام), "Fridens hus".